# Forquilha (kommun)
Forquilha är en kommun i Brasilien.   Den ligger i delstaten Ceará, i den östra delen av landet, 1 600 km nordost om huvudstaden Brasília. Antalet invånare är 21 786.
Följande samhällen finns i Forquilha:
- Forquilha

Omgivningarna runt Forquilha är huvudsakligen savann. Runt Forquilha är det ganska glesbefolkat, med 36 invånare per kvadratkilometer.